# Hadjeret Ennous
Hadjeret Ennous (în arabă حجرة النص) este o comună din provincia Tipaza, Algeria.
Populația comunei este de 2.150 de locuitori (2008).